# Meindorf
Meindorf is een stadsdistrict van Sankt Augustin in het Rhein-Sieg-Kreis in de Duitse deelstaat Noordrijn-Westfalen met ongeveer 2.900 inwoners. De districtsburgemeester is Peter Kespoh van de SPD.

## Ligging
Meindorf ligt op een heuvel boven de Sieg, die ongeveer vier kilometer ten westen van het district in de Rijn uitmondt.

## Geschiedenis
Meindorf is waarschijnlijk tijdens de Frankische bezettingen in het Rijnland tussen de 5de en 8ste eeuw ontstaan. Meindorf werd voor het eerst vermeld in een bron die uit de 13de eeuw dateert. Blijkbaar was er ooit een burcht in Meindorf, waarvan de overblijfselen op het einde van de 19de eeuw gevonden werden. In de bronnen wordt er ook van een adellijke familie "von Meindorf" gesproken.
Tijdens de Eerste Coalitieoorlog stak de Franse generaal Colaud op 1 juni 1796 met een divisie, onder weerstand van de Oostenrijkse troepen onder generaal Kienmeier, de Sieg over en veroverde de voorden bij Meindorf en Menden. Nadat de Fransen steeds meer cavalerie over de rivier hadden gebracht, drongen ze de Oostenrijkse troepen terug tot Hangelar. Bij Niederpleis troffen ze elkaar weer en in het tegenoffensief gedroegen beide partijen zich eerder terughoudend, maar uiteindelijk moesten de Oostenrijkers wijken voor de superioriteit van de Fransen en werden ze teruggeduwd tot achter Hennef.

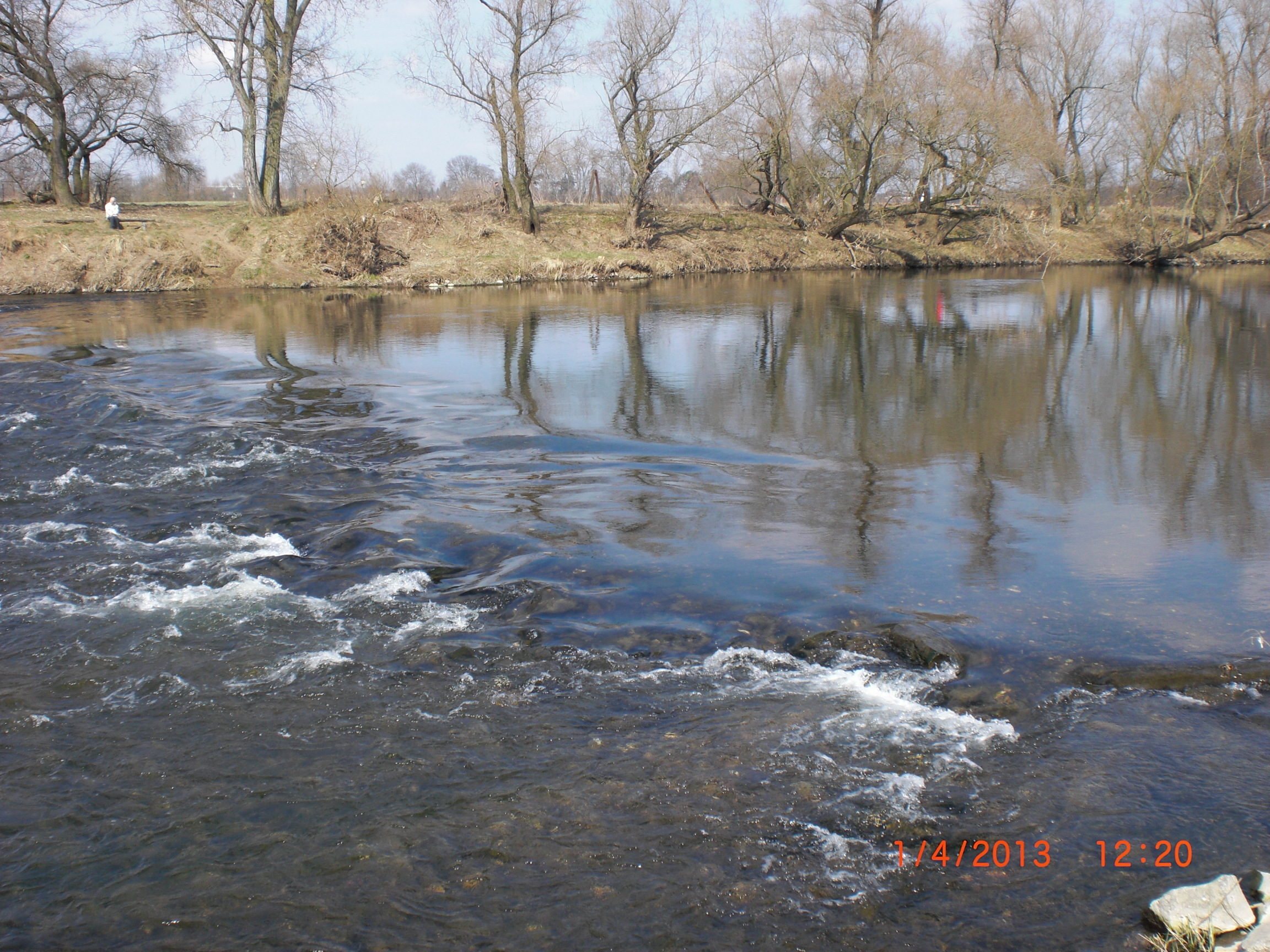
De voorde (doorwaadbare plaats) van Meindorf (in de volksmond ook wel bekend als "Kuhpfad" ofwel koeienpad)

In het begin van de 19de eeuw werd Meindorf tijdens de Pruisische herindeling in het Rijnland deel van Bürgemeisterei Menden (vanaf 1927 "Amt Menden"). Bij de gemeentelijke herindelingen in Noordrijn-Westfalen (wet van Bonn) werd Meindorf in augustus 1969 opgenomen in de nieuw opgerichte gemeente (vandaag stad) Sankt Augustin.

### Bevolkingsontwikkeling
| Jaar | Inwoners |
| ---- | -------- |
| 1816 | 213      |
| 1843 | 290      |
| 1871 | 345      |
| 1905 | 449      |
| 1961 | 949      |

## Infrastructuur en economie
Meindorf heeft een katholieke basisschool en twee kleuterscholen, de eerste wordt verzorgd door de katholieke gemeenschap en de andere door de arbeidersgemeenschap. Er is ook een kapper, een restaurant en diverse andere zaken. Er is ook een supermarkt van Penny geopend in de zomer van 2013 met een aangesloten bakkerij aan de rand van het district, samen met een nieuwe AWO-kleuterschool.

## Religie en kerk
Wat de katholieke kerk betreft, behoort Meindorf tot de parochie van St. Augustinus Menden. Meindorf beschikt ook over een eigen kerk, namelijk de St. Maria Rosenkranzkönigin. De protestanten zijn deel van de "Evangelische Kirchengemeinde Menden und Meindorf". Er is geen protestantse kerk in Meindorf. Er wordt wel één keer per maand een kerkdienst gehouden op zondag.

## Bedrijfsleven
Op het grondgebied van Meindorf zijn er heel veel bedrijven. De evenementen die georganiseerd worden, worden vaak door volgende grote bedrijven gesteund:
- FC Adler Meindorf 1911 e. V. (voetbalclub)
- De vrijwillige brandweer (blusgroep Meindorf)
- De carnavalsvereniging "Rot-Weiß" Meindorf e. V.
- Muziekvereniging "Siegklang" Meindorf 1969 e. V.
- Mannenkoor "Frisch Auf" Meindorf 1877 e. V.
- Kerkkoor "Cäcilia" Meindorf
- Vrijgezellenvereniging "Frohsinn" Meindorf 1947+1975 e. V.

## Sport
In Meindorf zijn er twee sportclubs:
- FC Adler Meindorf 1911 e. V. (voetbalclub) heeft een groot aantal teams voor meisjes en jongens van bijna alle leeftijdsgroepen. De club speelt op de grasvelden van het natuurdomein Siegaue.
- Bij TuS Meindorf 1966 e. V. kan je verschillende sporten uitoefenen.

## Verkeer

### Openbaar vervoer
Aan de rand van Meindorf ligt de halte Menden (Rheinland). Vanaf daar zijn er treinverbindingen over de rechte Rheinstrecke naar Keulen, luchthaven van Keulen & Bonn, Bonn-Beuel en Koblenz. Daarnaast zijn er ook buslijnen 640 (Bonn-Siegburg) en 540 (Meindorf-Sankt Augustin Zentrum-Hangelar) door Meindorf.

### Gemotoriseerd verkeer
De L16 loopt door Meindorf. De dichtstbijzijnde aansluitingen op de autosnelweg zijn "Bonn-Beuel" (A565, ASt 2) en "Siegburg" (A560, ASt 2).

## Weblinks
- (de)  De officiële homepagina van Sankt Augustin Meindorf
- (de)  Meindorf op de website van de stad Sankt Augustin